# Музей истории Малой Литвы
Музей истории Малой Литвы (лит. Mažosios Lietuvos istorijos muziejus) — музей в Клайпеде, основанный в 1924 году. Директором музея с 1992 года является Йонас Генис.
Музей был основан 20 июня 1924 года под названием Музей Клайпедского края (лит. Klaipėdos krašto muziejus). В 1939 году его деятельность прекратилась, а большинство экспонатов пропало. После второй мировой войны музей был возобновлен и открыт вновь 5 февраля 1949 года как Краеведческий музей Клайпеды (лит. Klaipėdos kraštotyros muziejus). 17 июня 1988 года музей получил сегодняшнее название.
В 2020 году в музее находилось свыше 143 тыс. экспонатов, в том числе карты Пруссии, монеты и археологические находки. Музей состоит из нескольких филиалов: 
- музей кузнечного дела (с 1992 года),
- музей-замок в Клайпеде (с 2002 года),
- Парк скульптур в Клайпеде (с 1975 года).

В 2019 году музей посетило 47 тыс. туристов, в 2022 г. — 48,6 тыс. туристов.